# Tour de France 2022/18. Etappe
Die 18. Etappe der Tour de France 2022 fand am 21. Juli 2022 statt und endete mit der fünften und letzten Bergankunft der 109. Austragung des französischen Etappenrennens. Die Strecke führte von Lourdes über 143,2 Kilometer nach Hautacam (1520 m) und beinhaltete mit dem Col d’Aubisque (1709 m) und Col de Spandelles (1378 m) zwei Pyrenäen-Pässe. Nach der Zielankunft hatten die Fahrer insgesamt 3002,2 Kilometer absolviert, was 89,7 % der Gesamtdistanz der Rundfahrt entspricht.

## Streckenführung
Der neutralisierte Start erfolgte in Lourdes auf dem Place Monseigneur Laurence vor der Basilika Pius X. und in unmittelbarer Nähe der Rosenkranz-Basilika. Anschließend führte die Strecke ins Zentrum von Lourdes, ehe der Startort in Richtung Süden über das Vallée d’Arens verlassen wird.
Der offizielle Start erfolgte nach 3,1 gefahrenen Kilometern auf der D921B. Kurz nachdem das Rennen freigegeben worden war, bogen die Fahrer rechts ab und überquerten die Ousse. Nun stieg die Straße für rund fünf Kilometer leicht an, ehe die Fahrer in Ségus (553 m) die Kuppe erreichten. Es folgte eine kurze Abfahrt, die die Fahrer zurück nach Lourdes brachten. Die Strecke führte jedoch nicht zurück ins Zentrum, sondern drehte in Richtung Westen und folgte der Ousse stromabwärts bis Igon. Auf dem weiteren Weg in Richtung Westen erreichten die Fahrer Louvie-Juzon, wo sie ins Vallée d’Ossau abbogen. Hier folgten sie dem Gave d’Ossau stromaufwärts bis Laruns, wo nach 58,5 Kilometern ein Zwischensprint ausgefahren wurde. Zudem begann nun die Auffahrt durch Eaux-Bonnes auf den Col d’Aubisque (1709 m), der im Jahr 2022 der höchste Punkt in den Pyrenäen war. Dieser Anstieg der Hors Catégorie führte bei im Schnitt 7,1 % über 16,4 Kilometer und wurde 66,5 Kilometer vor dem Ziel passiert. Auf der anschließenden Abfahrt folgte eine rund zwei Kilometer lange Gegensteigung auf den Col du Soulor (1474 m), auf dem jedoch keine Punkte im Kampf um die Bergwertung vergeben wurden. Auf der Kuppe bogen die Fahrer links ab und gelangten nach einer rund 12 Kilometer langen Abfahrt nach Ferrières, wo die Steigung auf den Col de Spandelles (1378 m) begann. Dieser Anstieg der 1. Kategorie wies eine durchschnittliche Steigung von 8,3 % auf, war 10,3 Kilometer lang und wurde 33,2 Kilometer vor dem Ziel passiert. Nun folgte eine schmale Abfahrt, die die Fahrer nach Argelès-Gazost im Vallée d’Arens brachte. Nachdem der Gave de Pau überquert worden war, begann in Ayros-Arbouix der Schlussanstieg nach Hautacam (1520 m).
Der letzte große Anstieg der Tour de France 2022 führte bei im Schnitt 7,8 % über 13,6 Kilometer zum Hautacam. Speziell die zweite Hälfte des Anstieges beinhaltete Abschnitte von teilweise über 11 % und stellte somit eine große Herausforderung dar. Das Ziel, bei dem eine Bergwertung der höchsten Kategorie abgenommen wurde, befand sich beim Parkplatz der Station de Hautacam.
|                            | Ort                                  | Kilometer | Länge (km) | Höhe (m) | Ø Steigung |
| -------------------------- | ------------------------------------ | --------- | ---------- | -------- | ---------- |
| neutralisierter Start      | Lourdes (Place Monseigneur Laurence) | 0-3,1     |            |          |            |
| offizieller Start          | Lourdes (D921B)                      | 0         |            |          |            |
| Zwischensprint             | Laruns                               | 058,5     |            |          |            |
| Bergwertung (HC)           | Col d’Aubisque                       | 076,7     | 16,4       | 1709     | 7,1 %      |
| Bergwertung (1. Kategorie) | Col de Spandelles                    | 110,0     | 10,3       | 1378     | 8,3 %      |
| Bergwertung (HC)           | Hautacam                             | 143,2     | 13,6       | 1520     | 7,8 %      |
| Ziel                       | Hautacam                             | 143,2     |            |          |            |

## Rennverlauf
Mit Imanol Erviti (Movistar), Damiano Caruso (Bahrain Victorious) und Chris Froome (Israel-Premier Tech) wurden drei Fahrer vor der Etappe positiv auf COVID-19 getestet und konnten die Etappe nicht in Angriff nehmen. Wie bereits auf den vorangegangenen Etappen war auch die Anfangsphase der dritten Pyrenäen-Etappe von mehreren Angriffen geprägt. Erst im Anstieg des Col d’Aubisque (1709 m) setzten sich die ersten Fahrer längerfristig vom Peloton ab, konnten jedoch keinen großen Vorsprung herausfahren. In der Ausreißergruppe vertreten war einmal mehr Wout van Aert (Jumbo-Visma), während der Gesamtzweite Tadej Pogačar (UAE Team Emirates) keinen Helfer in der Fluchtgruppe positioniert hatte. Auch der Führende der Bergwertung, Simon Geschke (Cofidis), war Teil der Spitzengruppe. Der deutsche punktete jedoch nicht und verlor einen großen Teil seines Punktevorsprungs, da Giulio Ciccone (Trek-Segafredo) 20 Punkte auf dem Col d’Aubisque holte und nun nur noch drei Punkte zurücklag.
Nach der Abfahrt folgte der Anstieg des Col de Spandelles (1378 m), der zum ersten Mal im Programm der Tour de France aufschien. Nach der Vorarbeit seines Teamkollegen Brandon McNulty (UAE Team Emirates), griff Tadej Pogačar bereits 39 Kilometer vor dem Ziel an, konnte den Gesamtführenden Jonas Vingegaard (Jumbo-Visma) jedoch auch nach einer Serie von Attacken nicht abschütteln. Die beiden holten mehr und mehr Fahrer aus der Ausreißergruppe ein und überquerten anschließend gemeinsam die Passhöhe. Mit Wout van Aert, Daniel Felipe Martínez (Ineos Grenadiers) und Thibaut Pinot (Groupama-FDJ) verblieben noch drei Fahrer an der Spitze des Rennens. Sowohl der Belgier als auch der Franzose hatten unterdessen weitere Bergpunkte gesammelt und rückten nun näher an Simon Geschke heran, der zwischenzeitlich weit zurückgefallen war. In der Abfahrt setzte der Slowene den Dänen weiter unter Druck. Zunächst verbremste sich Jonas Vingegaard und konnte nur knapp einen Sturz vermeiden. Wenig später versteuerte sich Tadej Pogačar und kam abseits der Straße zu Sturz. Jonas Vingegaard wartete anschließend auf den gestürzten Tadej Pogacar und nach einem Handschlag kam es zu keinen weiteren Attacken in der Abfahrt. Aufgrund des gedrosselten Tempos konnten sowohl der Gesamtdritte Geraint Thomas (Ineos Grenadiers) als auch Sepp Kuss (Jumbo-Visma) wieder zu den beiden Favoriten aufschließen.
Im Schlussanstieg führte Sepp Kuss seinen Team-Leader an das verbliebene Spitzentrio heran. Rund fünf Kilometer vor dem Ziel wurde Wout van Aert als letzter Fahrer eingeholt. Der Belgier forcierte anschließend das Tempo und nur Jonas Vingegaard und Tadej Pogačar konnten ihm folgen. Zunächst fuhren das Grüne, das Gelbe und das Weiße Trikot gemeinsam den Anstieg nach Hautacam hinauf, ehe Tadej Pogačar rund viereinhalb Kilometer vor dem Ziel zurückfiel, womit die Tour de France ihre Vorentscheidung fand. Schlussendlich fiel auch Wout van Aert nach getaner Arbeit rund dreieinhalb Kilometer vor dem Ziel zurück und Jonas Vingegaard feierte seinen zweiten Etappensieg. Der Däne holte zudem 20 Punkte im Kampf um das Gepunktete Trikot und übernahm die Führung in der Bergwertung. Tadej Pogačar verlor über eine Minute und kam als zweiter Fahrer ins Ziel. Geraint Thomas verlor als Etappenvierte fast drei Minuten, sicherte seinen Podiumsplatz jedoch ebenfalls ab. Nach der letzten Bergetappe betrug Jonas Vingegaards Vorsprung 3 Minuten und 26 Sekunden auf Tadej Pogačar und exakt acht Minuten auf Geraint Thomas.

## Ergebnis
| \| Etappenergebnis \| Etappenergebnis \| Etappenergebnis \| Etappenergebnis \| Etappenergebnis \| \| Fahrer \| Fahrer \| Land \| Team \| Zeit \| \| --------------- \| ---------------------- \| ---------------------- \| --------------------- \| --------------- \| \| 1. \| Jonas Vingegaard \| Dänemark \| Jumbo-Visma \| 3 h 59 min 50 s \| \| 2. \| Tadej Pogačar \| Slowenien \| UAE Team Emirates \| + 1 min 04 s \| \| 3. \| Wout van Aert \| Belgien \| Jumbo-Visma \| + 2 min 10 s \| \| 4. \| Geraint Thomas \| Vereinigtes Königreich \| Ineos Grenadiers \| + 2 min 54 s \| \| 5. \| David Gaudu \| Frankreich \| Groupama-FDJ \| + 2 min 58 s \| \| 6. \| Alexei Luzenko \| Kasachstan \| Astana Qazaqstan Team \| + 3 min 09 s \| \| 7. \| Daniel Felipe Martínez \| Kolumbien \| Ineos Grenadiers \| + 3 min 09 s \| \| 8. \| Sepp Kuss \| Vereinigte Staaten \| Jumbo-Visma \| + 3 min 27 s \| \| 9. \| Alexander Wlassow \| Russland \| Bora-Hansgrohe \| + 4 min 04 s \| \| 10. \| Thibaut Pinot \| Frankreich \| Groupama-FDJ \| + 4 min 09 s \| |                        |                        |                       |                 |
| |                        |                        |                       |                 |
| Quelle: ProCyclingStats |                        |                        |                       |                 |
| Etappenergebnis |                        |                        |                       |                 |
| Fahrer | Fahrer                 | Land                   | Team                  | Zeit            |
| 1. | Jonas Vingegaard       | Dänemark               | Jumbo-Visma           | 3 h 59 min 50 s |
| 2. | Tadej Pogačar          | Slowenien              | UAE Team Emirates     | + 1 min 04 s    |
| 3. | Wout van Aert          | Belgien                | Jumbo-Visma           | + 2 min 10 s    |
| 4. | Geraint Thomas         | Vereinigtes Königreich | Ineos Grenadiers      | + 2 min 54 s    |
| 5. | David Gaudu            | Frankreich             | Groupama-FDJ          | + 2 min 58 s    |
| 6. | Alexei Luzenko         | Kasachstan             | Astana Qazaqstan Team | + 3 min 09 s    |
| 7. | Daniel Felipe Martínez | Kolumbien              | Ineos Grenadiers      | + 3 min 09 s    |
| 8. | Sepp Kuss              | Vereinigte Staaten     | Jumbo-Visma           | + 3 min 27 s    |
| 9. | Alexander Wlassow      | Russland               | Bora-Hansgrohe        | + 4 min 04 s    |
| 10. | Thibaut Pinot          | Frankreich             | Groupama-FDJ          | + 4 min 09 s    |

## Gesamtstände
| \| Gesamtwertung \| Gesamtwertung \| Gesamtwertung \| Gesamtwertung \| Gesamtwertung \| \| Fahrer \| Fahrer \| Land \| Team \| Zeit \| \| ------------- \| ----------------- \| ---------------------- \| ---------------------------------- \| ---------------- \| \| 1. \| Jonas Vingegaard \| Dänemark \| Jumbo-Visma \| 71 h 53 min 34 s \| \| 2. \| Tadej Pogačar \| Slowenien \| UAE Team Emirates \| + 3 min 26 s \| \| 3. \| Geraint Thomas \| Vereinigtes Königreich \| Ineos Grenadiers \| + 8 min 00 s \| \| 4. \| David Gaudu \| Frankreich \| Groupama-FDJ \| + 11 min 05 s \| \| 5. \| Nairo Quintana \| Kolumbien \| Arkéa-Samsic \| + 13 min 35 s \| \| 6. \| Louis Meintjes \| Südafrika \| Intermarché-Wanty-Gobert Matériaux \| + 13 min 43 s \| \| 7. \| Alexander Wlassow \| Russland \| Bora-Hansgrohe \| + 14 min 10 s \| \| 8. \| Romain Bardet \| Frankreich \| Team DSM \| + 16 min 11 s \| \| 9. \| Alexei Luzenko \| Kasachstan \| Astana Qazaqstan Team \| + 20 min 09 s \| \| 10. \| Adam Yates \| Vereinigtes Königreich \| Ineos Grenadiers \| + 20 min 17 s \| |                   |                        |                                    |                  |
| |                   |                        |                                    |                  |
| Quelle: ProCyclingStats |                   |                        |                                    |                  |
| Gesamtwertung |                   |                        |                                    |                  |
| Fahrer | Fahrer            | Land                   | Team                               | Zeit             |
| 1. | Jonas Vingegaard  | Dänemark               | Jumbo-Visma                        | 71 h 53 min 34 s |
| 2. | Tadej Pogačar     | Slowenien              | UAE Team Emirates                  | + 3 min 26 s     |
| 3. | Geraint Thomas    | Vereinigtes Königreich | Ineos Grenadiers                   | + 8 min 00 s     |
| 4. | David Gaudu       | Frankreich             | Groupama-FDJ                       | + 11 min 05 s    |
| 5. | Nairo Quintana    | Kolumbien              | Arkéa-Samsic                       | + 13 min 35 s    |
| 6. | Louis Meintjes    | Südafrika              | Intermarché-Wanty-Gobert Matériaux | + 13 min 43 s    |
| 7. | Alexander Wlassow | Russland               | Bora-Hansgrohe                     | + 14 min 10 s    |
| 8. | Romain Bardet     | Frankreich             | Team DSM                           | + 16 min 11 s    |
| 9. | Alexei Luzenko    | Kasachstan             | Astana Qazaqstan Team              | + 20 min 09 s    |
| 10. | Adam Yates        | Vereinigtes Königreich | Ineos Grenadiers                   | + 20 min 17 s    |

| Punktewertung | Punktewertung      | Punktewertung          | Punktewertung           | Punktewertung |
| Fahrer        | Fahrer             | Land                   | Team                    | Punkte        |
| ------------- | ------------------ | ---------------------- | ----------------------- | ------------- |
| 1.            | Wout van Aert      | Belgien                | Jumbo-Visma             | 451 P.        |
| 2.            | Tadej Pogačar      | Slowenien              | UAE Team Emirates       | 219 P.        |
| 3.            | Jasper Philipsen   | Belgien                | Alpecin-Deceuninck      | 196 P.        |
| 4.            | Mads Pedersen      | Dänemark               | Trek-Segafredo          | 158 P.        |
| 5.            | Fabio Jakobsen     | Niederlande            | Quick-Step Alpha Vinyl  | 155 P.        |
| 6.            | Jonas Vingegaard   | Dänemark               | Jumbo-Visma             | 135 P.        |
| 7.            | Michael Matthews   | Australien             | Team BikeExchange-Jayco | 133 P.        |
| 8.            | Christophe Laporte | Frankreich             | Jumbo-Visma             | 121 P.        |
| 9.            | Peter Sagan        | Slowakei               | TotalEnergies           | 104 P.        |
| 10.           | Fred Wright        | Vereinigtes Königreich | Bahrain Victorious      | 83 P.         |

| Bergwertung | Bergwertung      | Bergwertung            | Bergwertung                        | Bergwertung |
| Fahrer      | Fahrer           | Land                   | Team                               | Punkte      |
| ----------- | ---------------- | ---------------------- | ---------------------------------- | ----------- |
| 1.          | Jonas Vingegaard | Dänemark               | Jumbo-Visma                        | 72 P.       |
| 2.          | Simon Geschke    | Deutschland            | Cofidis                            | 64 P.       |
| 3.          | Giulio Ciccone   | Italien                | Trek-Segafredo                     | 61 P.       |
| 4.          | Tadej Pogačar    | Slowenien              | UAE Team Emirates                  | 61 P.       |
| 5.          | Wout van Aert    | Belgien                | Jumbo-Visma                        | 59 P.       |
| 6.          | Thibaut Pinot    | Frankreich             | Groupama-FDJ                       | 52 P.       |
| 7.          | Louis Meintjes   | Südafrika              | Intermarché-Wanty-Gobert Matériaux | 39 P.       |
| 8.          | Neilson Powless  | Vereinigte Staaten     | EF Education-EasyPost              | 37 P.       |
| 9.          | Pierre Latour    | Frankreich             | TotalEnergies                      | 35 P.       |
| 10.         | Geraint Thomas   | Vereinigtes Königreich | Ineos Grenadiers                   | 32 P.       |

| Nachwuchswertung | Nachwuchswertung   | Nachwuchswertung       | Nachwuchswertung                   | Nachwuchswertung  |
| Fahrer           | Fahrer             | Land                   | Team                               | Zeit              |
| ---------------- | ------------------ | ---------------------- | ---------------------------------- | ----------------- |
| 1.               | Tadej Pogačar      | Slowenien              | UAE Team Emirates                  | 71 h 57 min 00 s  |
| 2.               | Thomas Pidcock     | Vereinigtes Königreich | Ineos Grenadiers                   | + 49 min 34 s     |
| 3.               | Brandon McNulty    | Vereinigte Staaten     | UAE Team Emirates                  | + 1 h 20 min 14 s |
| 4.               | Matteo Jorgenson   | Vereinigte Staaten     | Movistar Team                      | + 1 h 27 min 56 s |
| 5.               | Andreas Leknessund | Norwegen               | Team DSM                           | + 1 h 49 min 54 s |
| 6.               | Michael Storer     | Australien             | Groupama-FDJ                       | + 2 h 07 min 30 s |
| 7.               | Georg Zimmermann   | Deutschland            | Intermarché-Wanty-Gobert Matériaux | + 2 h 28 min 12 s |
| 8.               | Kevin Geniets      | Luxemburg              | Groupama-FDJ                       | + 2 h 39 min 13 s |
| 9.               | Fred Wright        | Vereinigtes Königreich | Bahrain Victorious                 | + 3 h 00 min 20 s |
| 10.              | Quinn Simmons      | Vereinigte Staaten     | Trek-Segafredo                     | + 3 h 11 min 08 s |

| Mannschaftswertung | Mannschaftswertung  | Mannschaftswertung           | Mannschaftswertung |
| Team               | Team                | Land                         | Zeit               |
| ------------------ | ------------------- | ---------------------------- | ------------------ |
| 1.                 | Ineos Grenadiers    | Vereinigtes Königreich       | 216 h 02 min 48 s  |
| 2.                 | Groupama-FDJ        | Frankreich                   | + 32 min 57 s      |
| 3.                 | Jumbo-Visma         | Niederlande                  | + 41 min 41 s      |
| 4.                 | Bora-Hansgrohe      | Deutschland                  | + 1 h 44 min 59 s  |
| 5.                 | Movistar Team       | Spanien                      | + 2 h 00 min 27 s  |
| 6.                 | UAE Team Emirates   | Vereinigte Arabische Emirate | + 2 h 06 min 55 s  |
| 7.                 | Bahrain Victorious  | Bahrain                      | + 2 h 53 min 30 s  |
| 8.                 | Team DSM            | Niederlande                  | + 3 h 17 min 25 s  |
| 9.                 | Israel-Premier Tech | Israel                       | + 3 h 46 min 19 s  |
| 10.                | Arkéa-Samsic        | Frankreich                   | + 3 h 49 min 30 s  |

## Ausgeschiedene Fahrer
Die folgenden Fahrer sind aus der Tour ausgeschieden:
- Imanol Erviti (Movistar Team): wegen positivem Corona-Test nicht gestartet
- Damiano Caruso (Bahrain Victorious): wegen positivem Corona-Test nicht gestartet
- Chris Froome (Israel-Premier Tech): wegen positivem Corona-Test nicht gestartet